# Байденфлет
Байденфлет (нім. Beidenfleth) — громада в Німеччині, розташована в землі Шлезвіг-Гольштейн. Входить до складу району Штайнбург. Складова частина об'єднання громад Вільстермарш.
Площа — 13,57 км2. Населення становить 846 ос. (станом на 31 грудня 2020).

## Галерея

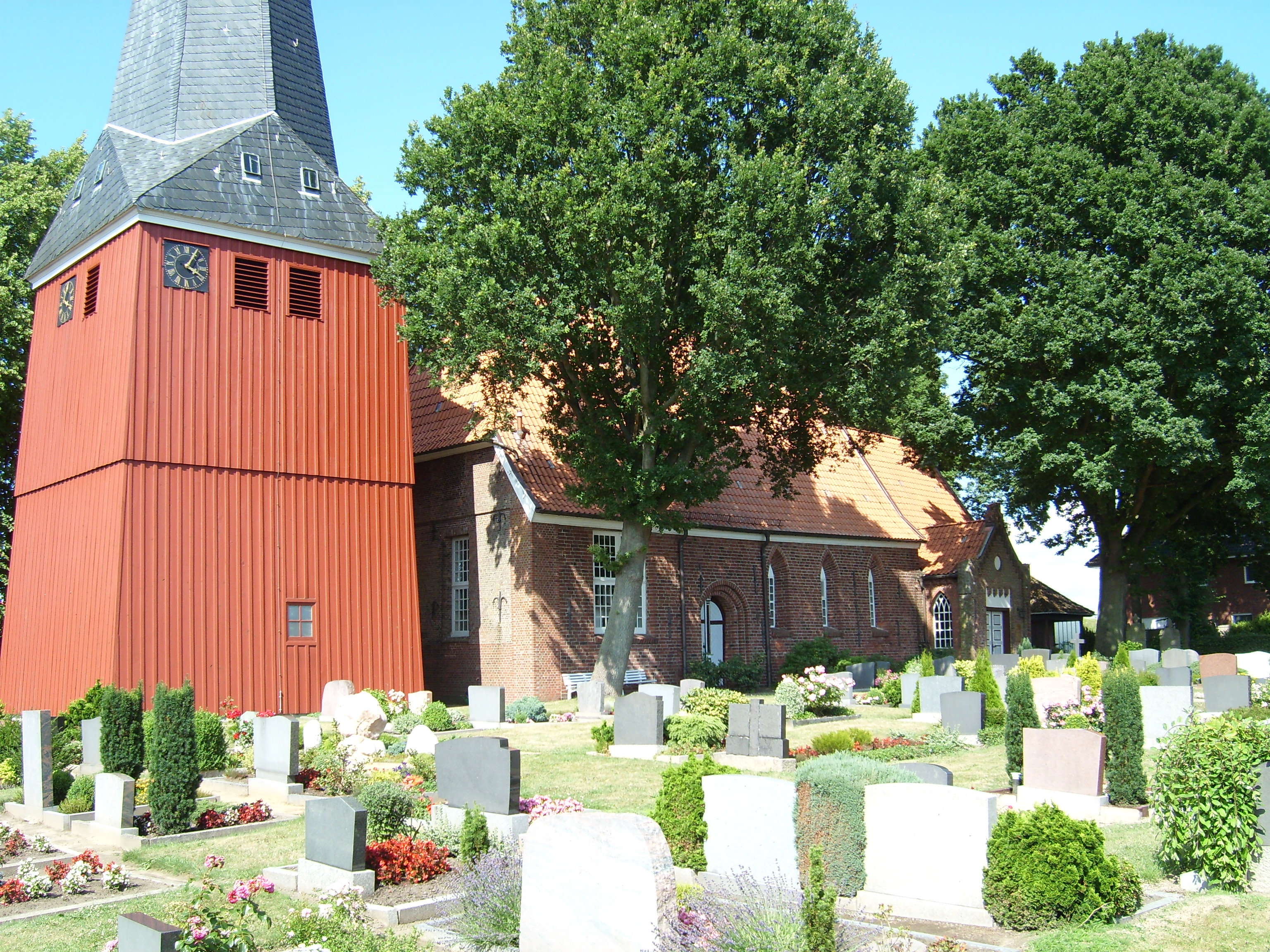
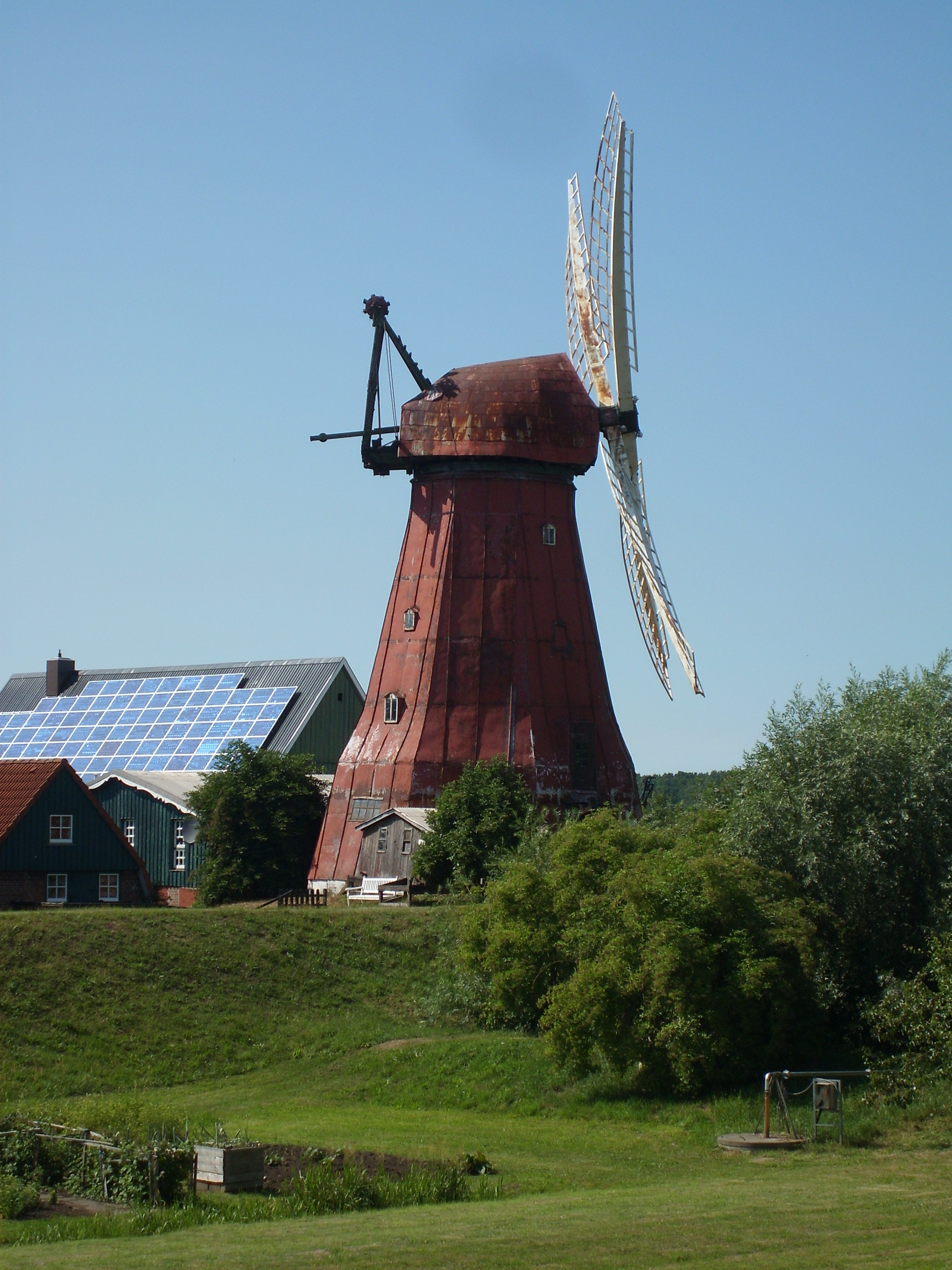